# Gliconeogènesi

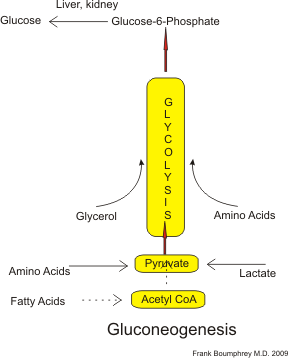
La ruta de la gliconeogènesi amb les molècules i els enzims clau. Molts dels passos són els inversos dels que es troben a la glicòlisi.

La gliconeogènesi (o gluconeogènesi ) (abreujat GNG) és una ruta metabòlica que resulta en la generació de glucosa a partir de substrats carbònics no carbohidrats, com ara el piruvat, l'àcid làctic, el glicerol o els aminoàcids glicogènics.
La immensa majoria de la gliconeogènesi es produeix al fetge i, en menor mesura, a l'escorça renal. Aquest procés es produeix durant període de dejuni, fam o exercici intens, i és altament endergònic. La gliconeogènesi sovint està associada amb la cetosi. També és un objectiu de la teràpia de la diabetis mellitus de tipus II, com ara la metformina, que inhibeix la formació de glucosa i estimula l'absorció de glucosa per les cèl·lules.
En els mamífers alguns teixits depenen quasi totalment de la glucosa per a produir energia. Per exemple, per al sistema nerviós, els testicles, la medul·la renal, els eritròcits o els teixits embrionaris, la glucosa és l'única o la principal font d'energia. Com s'ha esmentat anteriorment la glucosa s'emmagatzema a l'organisme en forma de glucogen al fetge i al múscul. Tot i així, durant període de dejuni, fam o exercici intens el glucogen s'esgota. És per això que es necessita un mètode per sintetitzar glucosa a partir de precursors no glucídics. En aquest moment entra en acció la via de la GNG.
Tots els animals, plantes, fongs i microorganismes duen a terme GNG. Les reacciones de la GNG són les mateixes, però no ho són tant el context metabòlic i la regulació de la via, que, fins i tot, poden diferir entre teixits diferents. En els següents apartats s'explicarà la via de la GNG que té lloc al fetge dels mamífers.

## Gliconeogènesi i glicòlisi

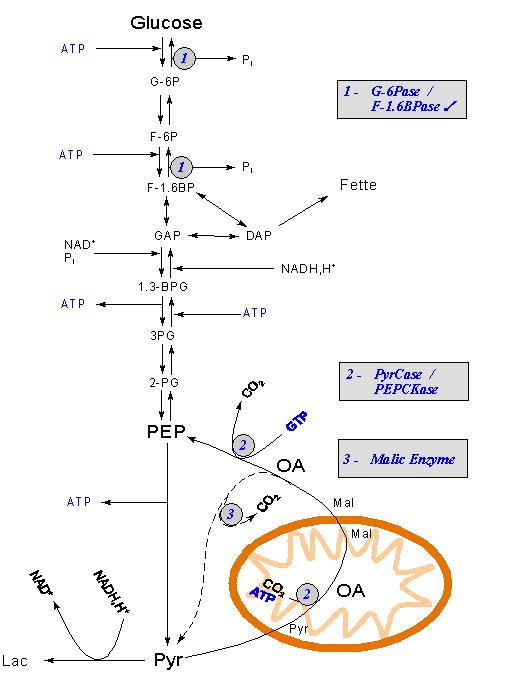
Esquema de la gliconeogènesi

En primer lloc, cal remarcar que la GNG i la glicòlisi no són rutes idèntiques que tenen lloc en direccions oposades: només set de les deu reaccions de la GNG són la inversa de les reaccions de la glicòlisi. Les altres tres són reaccions irreversibles, ja que tenen una gran variació negativa d'energia lliure (ΔG):
- La conversió de glucosa a glucosa 6-fosfat per l'hexocinasa
- La fosforilació de la fructosa a fructosa 1,6-bifosfat per la fosfofructocinasa-1
- La conversió del fosfoenolpiruvat a piruvat per la piruvat-cinasa.

La GNG i la glicòlisi són processos irreversibles a la cèl·lula.

## Etapes de la gliconeogènesi

### Conversió de piruvat en fosfoenolpiruvat (PEP)
Com s'ha esmentat abans, aquesta reacció no pot realitzar-se per inversió de la reacció de l'hexocinasa. És per això que aquesta reacció requereix dues seqüències de reaccions (una o l'altra depenent del precursor) exergòniques que necessita enzims del citosol i del mitocondri.
-Si el precursor de la GNG és el piruvat o l'alanina, es du a terme la seqüència de reaccions següent:
En primer lloc, el piruvat és transportat des del citosol al mitocondri o es genera en el seu interior mitjançant la transaminació de l'alanina. Després, la piruvat carboxilasa, un enzim mitocondrial que necessita el coenzim biotina, transforma el piruvat en oxalacetat.
La biotina és utilitzada com transportador de HCO3-. La piruvat carboxilasa regula la GNG, ja que necessita l'acetil-CoA, que el seu torn ens indica la disponibilitat d'àcids grassos.
Per acabar, l'oxalacetat es redueix a malat mitjançant la malat deshidrogenasa, ja que la membrana mitocondrial no té cap transportador d'oxalacetat. En condicions fisiològiques l'ΔG d'aquesta reacció és propera a zero i, per tant, reversible. El malat és transportat al citosol mitjançant un transportador de la membrana mitocondrial interna (MIM) i és reoxidat a oxalacetat. En aquesta reacció es produeix NADH citosòlic.
A continuació l'oxalacetat és transformat en PEP per l'enzim fosfoenolpiruvat carboxicinasa en una reacció depenent de Mg2+, que requereix GTP i és reversible a l'interior de la cèl·lula.
Aquesta reacció comporta la despesa d'un ATP i d'un GTP. Per contra, quan el PEP es transforma en piruvat en la glicòlisi només se’n genera un ATP.
El CO₂ que s'incorpora al piruvat en la reacció de l'enzim piruvat carboxilasa és el mateix que es perd en la reacció de la PEP carboxilasa. Aquesta seqüència de carboxilació-descarboxilació té com a objectiu "l'activació" del piruvat de manera que la descarboxilació de l'oxalacetat facilita la formació de PEP.
-Si el precursor de la GNG és el lactat es du a terme la seqüència de reaccions següents:
Aquesta via utilitza el lactat que es produeix al múscul o als eritròcits després de la glicòlisi anaeròbia. La conversió de piruvat a PEP és més curta. La transformació de lactat a piruvat té lloc al citosol dels hepatòcits i produeixi NADH, per tant, l'exportació de reductors equivalents en forma de malat des del mitocondri ja no és necessària.
El piruvat produït en la reacció de la lactat deshidrogenasa és transportat al mitocondri on es converteix en oxalacetat per la piruvat carboxilasa, procés descrit anteriorment. Això no obstant, l'oxalacetat és transformat directament en PEP per un isozim mitocondrial de la PEP carboxilasa.
Després d'aquesta transformació, el PEP és transportat a l'exterior del mitocondri per tal que aquest segueixi la ruta de la GNG.

### Conversió de fructosa 1,6-bifosfat en fructosa 6-fosfat
La reacció de la glicòlisi, és a dir, la fosforilació de la fructosa 6-fosfat per la PFK-1 no es pot donar a la inversa, ja que és molt exergònica i, per tant, irreversible. A la GNG la generació de fructosa 6-fosfat a partir de fructosa 1,6-bifosfat la du a terme un enzim diferent, la fructosa 1,6-bifosfatasa (FBPasa-1) en una reacció depenent de Mg2+.

### Conversió de glucosa 6-fosfat en glucosa lliure
La tercera seqüència de la GNG és la desfosforilació de la glucosa 6-fosfat per produir glucosa.
Aquesta reacció, inversa a la de l'hexocinasa de la glicòlisi, necessitaria la transferència d'un grup fosfat a l'ADP per donar ATP. Tot i així, aquesta reacció és energèticament desfavorable.
Per tant, la reacció que es dona és una reacció catalitzada per la glucosa 6-fosatasa que no requereix síntesi d'ATP, ja que consisteix en una hidròlisi d'un èster fosfat.
La glucosa 6-fosfatasa també és dependent de Mg2+ i es troba a la cara luminar del reticle endoplasmàtic dels hepatòcits i en cèl·lules renals. Aquest no es troba ni al cervell ni al múscul, és per això, que la GNG no té lloc en aquests teixits. Tot i així, la glucosa produïda pel fetge i el ronyó en la GNG s'envia al múscul i al cervell a través de la sang.

## Irreversibilitat de la gliconeogènesi i de la glicòlisi
La suma de les reaccions per transformar el piruvat en glucosa lliure en sang és la següent:
2 Piruvat + 4 ATP + 2 GTP + 2 NADH + 2 H+ + 4 H₂O ----→ glucosa + 4 ADP + 2GDP + 6 Pi +2 NAD+
Per tant, per cada molècula de glucosa que s'obté en la GNG, són necessaris sis grups fosfat d'alta energia, quatre d'ATP i dos de GTP. També calen dos molècules de NADH per la reducció de dos molècules d'1,3-bifosfoglicerat.
La reacció global de la glicòlisi és la següent:
glucosa + 2 ADP + 2 Pi +2 NAD+ ------→2 Piruvat + 2 ATP + 2 NADH + 2 H+ + 2 H₂O
Com es pot observar, la glicòlisi només produeix dos molècules d'ATP mentre que la GNG en requereix quatre.
La síntesi de glucosa a partir de piruvat és un procés de cost energètic elevat, que és necessari per garantir la seva irreversibilitat.
En condicions fisiològiques la variació global d'energia lliure en la GNG és de com a mínim -16 kJ/mol. En la glicòlisi la variació d'energia lliure és de com a mínim -63 kJ/mol. Per tant, l'elevat cost energètic garanteix que aquests dos processos siguin irreversibles en les cèl·lules.

## Substrats de la gliconeogènesi

### Lactat
Durant un exercici de gran intensitat el piruvat és reduït a lactat per la lactat deshidrogenasa (LDH) en un procés anomenat glicòlisi anaeròbia que té lloc al múscul esquelètic. El lactat produït per aquesta reacció és transportat al fetge on, per GNG, es transforma en glucosa, que torna al múscul i es converteix en glucogen en un circuit anomenat cicle de Cori.
No només es pot transformar el lactat produït al múscul sinó tot el lactat produït anaeròbicament en cèl·lules no hepàtiques com per exemple els eritròcits. El fetge transforma el lactat en glucosa, amb l'objectiu que aquesta sigui reutilitzada per les cèl·lules no hepàtiques.
Pel seu cost energètic, aquest procés no pot mantenir-se indefinidament.

### Piruvat
El piruvat que es genera al múscul o en altres teixits pot ser transaminat a alanina. Aquesta es transporta al fetge per a la GNG. La reacció de transaminació requereix un aminoàcid com a donador del grup amino. En el procés es genera un α-ceto àcid. Aquesta via s'anomena cicle de la glucosa-alanina.
Encara que la majoria d'aminoàcids es degraden al fetge, alguns són desaminats en les cèl·lules musculars. Per tant, mitjançant el cicle de la glucosa-alanina el múscul pot eliminar nitrogen. La funció més important del cicle de la glucosa-alanina és permetre als teixits no hepàtics eliminar la porció amino dels aminoàcids a través de l'orina. En el fetge l'alanina es torna a transformar en piruvat que s'utilitza com a substrat de la GNG o és oxidat en el cicle de Krebs. El grup amino transportat del múscul al fetge en forma d'alanina es converteix en urea en el cicle de la urea per ésser excretada pels ronyons.

### Aminoàcids
Quan les reserves de glucogen s'esgoten, els aminoàcids de les proteïnes són la principal font de carboni per mantenir els nivells de glucosa. Tots els aminoàcids poden ésser degradats a metabòlits del cicle de Krebs, excepte la leucina i la lisina.
El metabolisme dels aminoàcids permet que el carboni dels aminoàcids es transformi en l'esquelet de l'oxalacetat i després a piruvat. El piruvat, al seu torn, s'utilitza per la vida de la GNG.

### Glicerol
Els carbonis dels àcids grassos no poden utilitzar-se per a la síntesi de glucosa en l'organisme dels mamífers. El catabolisme de la majoria d'àcids grassos només dona acetil-CoA. Aquest no pot ésser utilitzat com precursor de la glucosa perquè la reacció de la piruvat deshidrogenasa és irreversible i les cèl·lules no han trobat una altra via per transformar l'acetil-CoA en piruvat. Les plantes, els llevats i molts bacteris poden transformar l'acetil-CoA en oxalacetat mitjançant una via anomenada cicle del glioxilat.
Tot i així, en les cèl·lules dels mamífers, l'esquelet del glicerol pot ser utilitzat per a la GNG.
En primer lloc s'ha de produir la fosforilació del glicerol-3-fosfat-cinasa de glicerol i la deshidrogenació dihidroxiacetona fosfat (DHAP) per la gliceraldheid-3-fosfat deshidrogenasa (G3PDH).

### Propionat
El propionil-CoA és el prodcucte final de l'oxidació d'àcids grassos amb un nombre imparell d'àtoms de carboni o l'oxidació d'alguns aminoàcids. El propionil-CoA es pot transformar en succinil-CoA, metabòlit del Cicle de Krebs. Aquest metabòlit pot convertir-se en glucosa mitjançant el procés de GNG. Tot i així, aquest procés d'utilització del propionat només és significatiu en els rumiants.

### Altres substrats
La via de la GNG pot utilitzar intermediaris del cicle de l'àcid cítric o Cicle de Krebs de quatre, cinc o sis carbonis, per sintetitzar glucosa. Alguns dels metabòlits que poden oxidar-se per donar lloc a oxalacetat i ésser utilitzats en la GNG són: citrat, isocitrat, α-cetoglutarat, succinil-CoA, succinat, fumarat i malat.

## Regulació de la gliconeogènesi
La GNG i la glicòlisi estan regulades recíprocament. Aquestes reaccions són tan importants per a la supervivència que existeixen mecanismes reguladors molt complexos per garantir que els metabòlits de cada via circulen en la direcció i velocitat correcta per satsifer les necessitats de la cèl·lula. Si les dues tinguessin lloc al mateix temps a velocitat elevada hi hauria un gran consum d'ATP i una gran producció de calor. Per tant, les dues vies no poden estar activades simultàniament.
La velocitat de la GNG està controlada per la concentració de piruvat i d'altres precursors mentre que la velocitat de la glicòlisi està controlada per la concentració de glucosa. Així, quan augmenta el flux de glucosa a través de la glicòlisi, el flux de piruvat fins a glucosa disminueix, i a l'inrevés.
El flux a través d'una via metabòlica depèn de les activitats dels enzims que catalitzen les reaccions d'aquesta via.

### Primer punt de control: l'acetil-CoA modulador al·lostèric
El piruvat es pot transformar en acetil-CoA pel complex enzimàtic de la piruvat deshidrogenasa per impulsar el cicle de Krebs o per iniciar el procés de GNG. Quan els àcids grassos són fàcilment accessibles per obtenir energia, la seva degradació al mitocondri produeix acetil-CoA, que serveix de senyal per indicar que no és necessària l'oxidació de glucosa per obtenir energia.
L'acetil-CoA és un modulador al·lostèric positiu de la piruvat carboxilasa i un modulador negatiu de la piruvat deshidrogenasa, mitjançant l'estimulació d'una proteïna-cinasa que inactiva la deshidrogenasa.
Quan les demandes energètiques es troben cobertes, la fosforilació oxidativa és més lenta i la concentració de NADH augmenta en comparació a la de NAD+ inhibint el cicle de Krebs. Per tant, s'acumula acetil-CoA i aquest increment inhibeix el complex de la piruvat deshidrogenasa. Conseqüentment, la formació d'acetil-CoA a partir de piruvat es fa més lenta. D'aquesta manera, s'estimula la GNG per l'activació de la piruvat carboxilasa. Això fa possible la transformació de piruvat en glucosa.

### Segon punt: AMP
El segon punt de control de la GNG és la reacció catalitzada per la FBPasa-1. Aquesta reacció és fortament inhibida per l'AMP. Per contra, el corresponent enzim de la glicòlisi, el PFK-1 és estimulat per l'AMP i l'ADP, però és inhibit pel citrat i l'ATP. Així, podem observar que aquests dos pasos estan regulats de forma recíproca i coordinada.
Quan la concentració d'acetil-CoA o citrat és suficient o quan s'afavoreix una proporció elevada d'ATP, la GNG es veu afavorida. D'altra banda, l'AMP promou la degradació de glucogen i la glicòlisi en activar la glucogen fosforilasa i estimular l'activitat de la PFK-1.

### Tercer punt: insulina i glucagó
No totes les accions reguladores de la GNG es duen a terme a l'interior de la cèl·lula. Existeix un conjunt de processos reguladors que s'inicien a l'exterior de la cèl·lula mitjançant les hormones insulina i glucagó. Aquestes hormones indiquen la presència elevada o insuficient de glucosa en sang. L'adrenalina, una altra hormona, indica un augment de la necessitat d'energia per fugir o lluitar.
Els senyals hormonals provoquen la modificació covalent (fosforilació o desfosforilació) de proteïnes diana de l'interior de la cèl·lula.
Aquest mecanisme requereix més temps que els mecanimes al·lostèrics de regulació de l'interior de la cèl·lula.

### Quart punt: fructosa 2,6-fosfat
La regulació hormonal de la glicòlisi i de la GNG en el fetge està regulada per la fructosa 2,6-fosfat., un efector al·lostèric dels enzims PFK-1 i FBPasa-1.
Quan la fructosa 2,6-fosfat es fixa al lloc al·lostèric de la PFK-1, augmenta l'afinitat d'aquest enzim pel seu substrat, la fructosa 6-fosfat, i redueix la seva afinitat pels inhibidors al·lòstèrics ATP i citrat. Per tant, la fructosa 2,6-fosfat en activar la PFK-1, enzim glucolític, està estimulant la glicòlisi hepàtica i inhibint la GNG.

## Reaccions de la gliconeogènesi a partir de piruvat
Piruvat + HCO3- + ATP ---------→ oxalacetat + ADP + Pi x2
Oxalacetat + GTP --------→ fosfoenolpiruvat + CO2 + GD x2
Fosfoenolpiruvat + H₂O --------→ 2-fosfoglicerat x2
2-fosfoglicerat ---------→ 3-fosfoglicerat x2
3-fosfoglicerat + ATP ----------→ 1,3-bifosfoglicerat + ADP x2
1,3-bifosfoglicerat + NADH + H+ -----→ gliceraldehid 3-fosfat + NAD+ + Pi x2
Gliceraldehid 3-fosfat--------→ dihidroxicetona fosfat
Gliceraldehid 3-fosfat + dihidroxicetona fosfat -----→ fructosa 1,6 bifosfat
Fructosa 1,6-bifosfat ------→ fructosa 6-fosfat + Pi
Fructosa 6-fosfat --------→ glucosa 6-fosfat
Glucosa 6-fosfat + H2O --------→ glucosa + Pi
Reacció global:
2 Piruvat + 4 ATP + 2 GTP + 2 NADH + 2 H+ + 4 H₂O ----→ glucosa + 4 ADP + 2GDP + 6 Pi + 2 NAD+
Les reaccions específiques de la GNG estan en negreta. Les altres són passos reversibles de la glicòlisi. La xifres de la dreta indiquen que la reacció ha de tenir lloc dues vegades, ja que es necessiten dues molècules de piruvat per obtenir una molècula de glucosa.